# Jacopino da Reggio
Jacopino da Reggio (fl. XIII secolo) è stato un miniaturista italiano del XIII secolo.

## Biografia

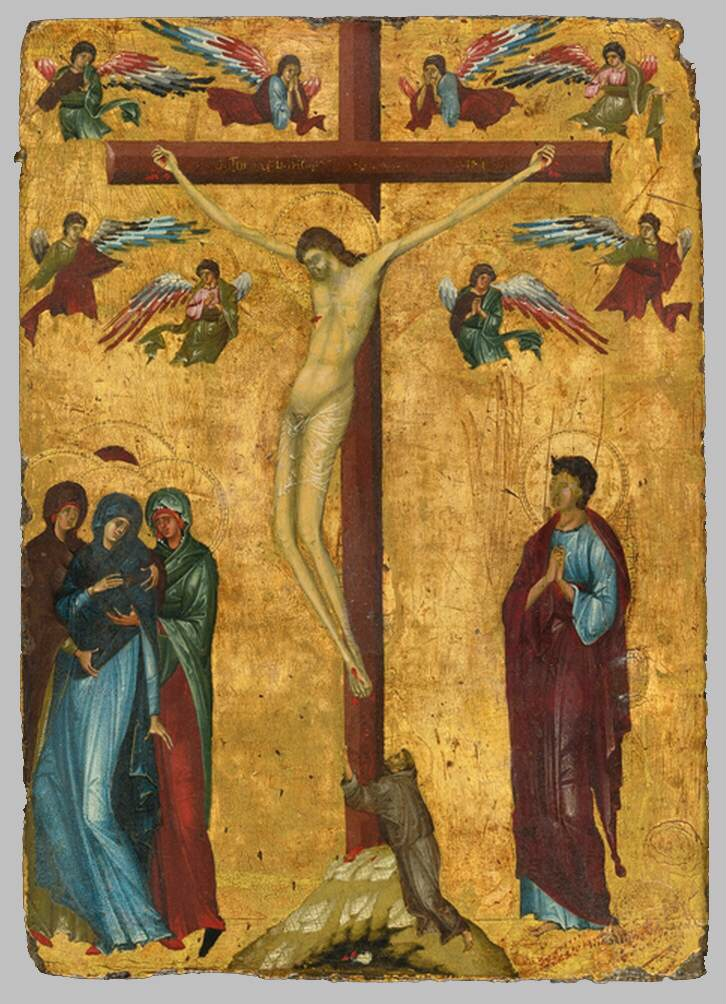
Crocifissione, Collezione privata

Fu attivo a Bologna tra il 1269 e il 1286 ed è autore delle miniature che ornano un manoscritto del Decreto di Graziano, ora nella Biblioteca Vaticana (lat. 1375).
Il suo capolavoro è in ogni caso la Bibbia di Clemente VII, ora nella Biblioteca nazionale di Francia di Parigi (lat. 18). Inoltre, a lui è attribuita una seconda Bibbia ora nella British Library (Add, ms. 18 720).
Le sue miniature rivelano una considerevole vivacità narrativa e una nuova attenzione alla plasticità delle figure, anche se in un contesto di cultura bizantina.